# 2016 chez Disney
L'année 2016 pour la Walt Disney Company est marquée une alternance de films frôlant ou dépassant le milliard de dollars au box office comme Star Wars, épisode VII : Le Réveil de la Force, Captain America: Civil War ou Zootopie, et des productions ne réussissant pas comme prévu tel que Le Bon Gros Géant

## Évènements

### Janvier
- 1er janvier 2016, Robert Iger confirme la mise en production d'un cinquième film dans la série Indiana Jones[1],[2]
- 8 janvier 2016, la chaîne Disney Cinemagic allemande devient un service disponible en 24h/24 à partir du 29 février[3]
- 11 janvier 2016
  - Mark Parker (en), CEO de Nike, est nommé au comité de direction de la Walt Disney Company[4],[5],[6]
  - Disney dévoile une esquisse de la future berge des Rivers of America de Disneyland à la fin des travaux de Star Wars Land[7]
  - Disneyland dépose un dossier à la FAA pour autoriser le survol du site par des drones[8]
- 12 janvier 2016,
  - Disney annonce l'ouverture du Shanghai Disney Resort pour le 16 juin 2016[9],[10],[11]
  - Disney et Sony Pictures Network India s'associent pour rouvrir des chaînes ESPN en Inde, Sony ESPN et Sony ESPN HD[12]
  - Disney lance une seconde vague de jouets Star Wars, épisode VII : Le Réveil de la Force incluant le personnage de Rey[13]
- 13 janvier 2016,
  - Disney World reprend le recrutement et la formation du service de sécurité Disney Security[14],[15]
  - Ben Sherwood (en) prend ses fonctions de co-président de Disney Media Networks et président du Disney-ABC Television Group à la place d'Anne Sweeney[16],[17]
  - Disney Theatrical et le Signature Theatre s'associent pour produire une adaptation en comédie musicale de Freaky Friday[18]
- 15 janvier 2016,
  - ESPN met en place une section consacrée aux eSports sur son site internet ESPN.com[19]
  - Bob Chapek nomme Bob Weis président de Walt Disney Imagineering[20],[21].
  - Disney World va fermer plusieurs attractions du parc Disney's Hollywood Studios le 2 avril 2016 dont la Earffel Tower afin de faire de la place pour le Star Wars Land et le Toy Story Land[22],[23],[24]
- 16 janvier 2016, Disney dément les rumeurs locales d'un parc au Laos près de Thakhek[25],[26],[27]
- 19 janvier 2016,
  - la société russe EnterIdeas de Novossibirsk est en pourparlers avec Disney pour acheter un dôme multimédia de réalité virtuelle de 20 à 30 m et 36 projecteurs pouvant accueillir jusqu'à 600 personnes[28]
  - Disney présente un extrait du court métrage The Hungry Hobos (1928) avec Oswald le lapin chanceux récemment redécouvert et restauré[29]
- 20 janvier 2016,
  - Disney repousse la sortie de Star Wars VIII de sept mois, à décembre 2017[30],[31],[32].
  - Sky Deutschland et Disney Cinemagic lance une chaîne éphémère du 18 mars au 3 avril nommée Sky Disney Prinzessinnen qui proposera 26 films de Princesses Disney[33]
  - selon le site TheStreet.com, la société Disney aurait revu à la hausse la valeur de sa chaîne de magasins Disney Store à la suite des succès des films Marvel et Star Wars[34]
- 25 janvier 2016,
  - selon Variety, Disney/ABC Home Entertainment démarcherait les réseaux de télévisions pour un lot de 9 films Star Wars alors que l'épisode VII vient juste de sortir[35]
  - Disney/ABC Home Entertainment abandonne les droits de Ghost in the Shell (2017) à Paramount[36],[37]
- 26 janvier 2016, Disney Theatrical annonce que le spectacle Disney's Aladdin: The New Stage Musical commencera une tournée américaine à partir du 11 avril 2017 avec 12 semaines au Cadillac Palace Theatre de Chicago[38],[39].
- 27 janvier 2016,
  - Mattel signe un contrat d'exclusivité mondial avec Disney pour des jouets basés sur la franchise Cars[40]
  - Disney World prévoit la construction d'un hall sportif de 286 000 pieds carrés (26 570 m2) au ESPN Wide World of Sports Complex[41]
- 28 janvier 2016, Disney confirme une sortie du film Zootopie en Chine pour le 3 mars 2016[42].
- 31 janvier 2016, Disney, la Fox et Lionsgate s'associent pour investir 50 millions d'USD dans le site et l'application de billetterie mobile Atom Tickets[43],[44]

### Février
- 3 février 2016, ESPN et Tencent annoncent un service de commentaires sportifs d'événements sportifs en mandarin pour les clients de Tencent en Chine[45]
- 5 février 2016,
  - Disney dévoile la fonction de nouvelle halle sportive du ESPN Wide World of Sports Complex annoncée en janvier, les compétitions de Pom-pom girl[46]
  - le film Star Wars, épisode VII : Le Réveil de la Force dépasse les 2 milliards d'USD au box office mondial[47]
  - après de nombreux procès à son encontre, Disney riposte contre Stan Lee Media pour récupérer les frais de justice impayés et découvrent des comptes bancaires vides[48]
- 6 février 2016, Nielsen annonce avoir modifié à la demande de ses clients son analyse des abonnés aux câbles, les chiffres qui sont désormais meilleurs pour ESPN alors en pleine tourmente de départ d'abonnés[49]
- 10 février 2016, ESPN stoppe son contrat avec DraftKings en raison de potentiels problèmes judiciaires liés à la définition des jeux d'argent et des paris en ligne pour les ligues fantasy[50].
- 11 février 2016,
  - un permis de construire pour un bassin de rétention d'eau pluviale donne des détails sur la future attraction Na'vi River Journey de Pandora: The World of Avatar à Disney's Animal Kingdom[51]
  - Disney Research confirme la fermeture de ses bureaux de Cambridge[52]
  - Une nouvelle série Lego Star Wars est annoncée sur Disney XD pour l'été 2016, Les Aventures des Freemaker[53],[54]
  - la redevance sur le jeu Star Wars Battlefront permet à Disney de compenser le déclin de Disney Infinity[55].
- 15 février 2016,
  - Disney est à la recherche d'un partenaire australien pour un service de VOD similaire au DisneyLife britannique mais le marché des télécoms est très fragmenté[56],[57]
  - le complexe Hong Kong Disneyland Resort annonce une baisse de sa fréquentation de près de 10 % et une perte de 19 millions d'USD[58],[59]
  - le président philippin Benigno Aquino III doit rencontrer le 17 février la direction de Walt Disney International pour évoquer des investissements dans son pays dans les domaines de l'animation et du jeu vidéo[60]
- 17 février 2016, la jeune marque de chaussures Biion basée en Ontario annonce avoir obtenu des franchises de Disney[61]
- 19 février 2016,
  - le parc Disney's Hollywood Studios annonce présenter à compter du 4 avril un spectacle sur les moments clés de la saga Star Wars, auquel s'ajoute durant l'été un spectacle pyrotechnique nocturne intitulé Star Wars: A Galactic Spectacular[62],[63]
  - Maker Studios présente sa première série produite pour la télévision qui doit être diffusée à partir du 25 février sur History Channel[64]
- 22 février 2016, avec le départ de Leslie Ferraro, James Pitaro est nommé président de la division Disney Consumer Products[65],[66],[67]
- 25 février 2016,
  - l'attraction Luigi’s Rollickin’ Roadsters remplaçant Luigi's Flying Tires au Disney California Adventure doit ouvrir le 7 mars[68],[69]
  - Maker Studios lance un programme de subventions aux youtubeurs pour produire des émissions originales[70]
- 27 février 2016,
  - Walt Disney Parks and Resorts modifie son offre tarifaire saisonnière en Amérique du Nord pour varier les prix des billets d'entrée selon l'affluence du jour[71],[72],[73].
  - le Reedy Creek Improvement District annonce un dépassement de 4 millions du budget de construction des parkings de Disney Springs[74]
- 29 février 2016, plus de 30 boutiques doivent ouvrir le 15 mai 2016 dans la nouvelle zone du Town Center de Disney Springs[75]

### Mars
- 1er mars 2016, Disney prévoit des sets Marvel et Star Wars pour le jeu Disney Infinity[76],[77]
- 2 mars 2016,
  - Lego annonce l'ouverture d'un Lego Store de 1 000 m2 dans Disneytown de Shanghai Disney Resort pour le 16 juin 2016[78],[79].
  - Disney ajoute son contenu Disney et ESPN au service PlayStation Vue de Sony[80],[81],[82]
- 3 mars 2016, Disney annonce la construction de deux navires supplémentaires aux chantiers Meyer Werft de 1 250 cabines et une jauge de 135 000 tonneaux pour 2021 et 2023[83],[84],[85].
- 4 mars 2016,
  - Walt Disney Pictures annonce la production du film en prise de vue réelle Casse-Noisette et les Quatre Royaumes réalisé par Lasse Hallström basé sur Casse-Noisette et le Roi des souris de E. T. A. Hoffmann[86]
  - Disney annonce un spectacle musical inspiré de La Reine des neiges qui sera présenté à compter du 28 mai au Hyperion Theater de Disney California Adventure[87],[88]
- 6 mars 2016, le film Zootopie établit un nouveau record pour l'animation Disney avec 73,7 millions d'USD lors de son premier weekend aux États-Unis démontrant la renaissance du studio[89],[90],[91]
- 8 mars 2016,
  - Penguin Random House et Disney India lancent des publications Disney en Inde pour les enfants par la division Puffin sous la forme de livres illustrés, de romans, de livres de coloriage et d'activités[92]
  - Disney XD dévoile des images d'une série remake de La Bande à Picsou prévue pour 2017[93],[94]
  - Walt Disney Pictures prévoit 75 millions d'USD de perte sur le film The Finest Hours[95]
- 9 mars 2016, Disney et Lucasfilm ont reçu 31 millions de £ d'avantages fiscaux pour la production de Star Wars, épisode VII : Le Réveil de la Force[96]
- 11 mars 2016,
  - Robert Iger évoque lors d'une conférence économique la possibilité de souscrire à ESPN en dehors des offres câblées pour mettre fin à la baisse des abonnés[97].
  - Vice Media s'associe au banquier Matthieu Pigasse en échange d'une participation dans Vice France pour lancer une chaîne de télévision en France[98].
- 12 mars 2016,
  - Le film Zootopie dépasse les 100 millions d'USD au box office[99],[100]
  - Disney annonce une version latine de We Love Disney avec des titres interprétés par Eros Ramazzotti, Ana Torroja, Alejandro Fernández, Alejandro Sanz ou Belanova[101]
- 13 mars 2016, avec l'ouverture du complexe de Shanghai Disney Resort, la compagnie aérienne Juneyao Airlines souhaite doubler sa flotte à l'horizon 2020[102]
- 14 mars 2016, Shanghai Disney Resort signe un contrat d'exclusivité avec la société chinoise Invengo pour qu'elle produise les passeports avec RFID du parc[103]
- 15 mars 2016,
  - Disney Research présente une technologie graphique de recherche de jeu semblable aux diagrammes dessinés par les entraîneurs[104].
  - Disney annonce officiellement la date de sortie du cinquième opus de la franchise Indiana Jones pour le 19 juillet 2019[105],[106],[107],[108]
- 16 mars 2016, Disney Interactive Studios annonce un partenariat avec le développeur Hipster Whale pour développer une version Disney du jeu Crossy Road[109],[110]
- 17 mars 2016, le jeu Disney Magic Kingdoms développé par Gameloft pour Disney Interactive Studios sort sur iOS et Android[111],[112]
- 22 mars 2016,
  - avec le succès en salle de Zootopie (600 millions d'USD à l'international dont 173 en Chine) selon Forbes, le studio Disney pourrait produire une suite[113]
  - Disney annonce l'ouverture en mai d'un restaurant de burgers détenu en propre et nommé D-Luxe Burger à Disney Springs ainsi que la carte proposée[114]
- 25 mars 2016,
  - sortie française de Zootopie, une production Walt Disney Pictures réalisée par Byron Howard[a 1]
  - grâce à Le Réveil de la Force et Zootopie, Walt Disney Studios dépasse le milliard de dollars de recettes en salles[115],[116]
- 28 mars 2016, Disney annonce les dates du prochain D23 au Anaheim Convention Center, du 14 au 16 juillet 2017[117]
- 29 mars 2016,
  - Lego présente une gamme de 18 mini-figurines Lego Disney, prolongeant un contrat initié en 2000 et qui s'ajoutent aux Lego Disney Princess, aux Lego Super Heroes de Marvel et aux personnages de Star Wars[118],[119],[120].
  - Disney India est en pourparlers avec le promoteur indien DLF Limited pour créer une cinquantaine de Disney Store de 100 m2 et des boutiques phare de 1 000 m2[121],[122]
  - Disney India va changer son modèle d'entreprise pour la télévision afin réduire sa dépendance aux revenus publicitaires, avant réparti à 65 % pour la pub et 35 % pour les souscriptions et en 2016 de 40-60[123]
  - le service Disney Technology Solutions and Services recherche un poste de spécialiste en chaîne de blocs pour renforcer la sécurité de ses principales filiales Disney, ABC, ESPN, Disney Interactive et Walt Disney Productions, poste basé à Seattle[124] (bureaux de Walt Disney Internet Group)
- 31 mars 2016,
  - Disney projette de développer une suite en prise de vue réelle à Blanche-Neige et les Sept Nains (1937) basé sur Rose-Rouge[125],[126].
  - Disney et Saban Ventures participent à une levée de fonds de 15 millions dans le site de contenu Playbuzz[127],[128],[129],[130].

### Avril
- 3 avril 2016, Disney confirme l'arrêt de l'attraction Lights, Motors, Action! en Floride dont la dernière représentation a eu lieu le samedi 2 avril[131]
- 4 avril 2016,
  - Disney Vacation Club refuse désormais les avantages et promotions aux nouveaux propriétaires de locations partagés n'ayant pas acheté des locations directement par son service[132]
  - Thomas Staggs alors considéré comme favori pour succéder à Robert Iger au poste de directeur général annonce brutalement son départ de Disney[133],[134]
  - pour la comédie musicale Aladdin à Broadway, Disney met en place une loterie d'attribution de places sur internet au lieu d'une loterie sur place[135]
- 5 avril 2016, Comcast signe un contrat de diffusion de films avec Disney pour son service Xfinity et proposera le service Disney Movies Anywhere[136],[137]
- 6 avril 2016, Canal+ annonce le lancement de la chaîne Viceland de Vice Media à l'automne 2016 en exclusivité pour les abonnés Canalsat[138],[139].
- 12 avril 2016,
  - sortie du jeu vidéo Disney Crossy Road[140].
  - Walt Disney World Resort et Duke Energy présentent une centrale solaire de 5 Méga Watt sur 22 acres (89 031 m2) située à l'ouest du parc EPCOT en forme de tête de Mickey[141]
  - Walt Disney World Resort annonce l'ouverture de la zone Town Center de Disney Springs pour le 15 mai 2016[142]
  - Disney annonce la nomination de Catherine Powell à sa présidence d'Euro Disney à partir du 11 juillet 2016 et le retour de Tom Wolber à un poste de vice-président de Disney Cruise Line[143],[144].
- 13 avril 2016, sortie du film Le Livre de la jungle, une production Walt Disney Pictures et réalisée par Jon Favreau[a 2].
- 14 avril 2016, Disney confirme le début de la construction de Star Wars Land à la fois en Floride et en Californie avec une image à 360°[145],[146]
- 15 avril 2016,
  - Disney souhaiterait investir dans MLB Advanced Media[147]
  - un permis de construire a été déposé pour un complexe commercial au sein de Celebration sur un terrain détenu par The Celebration Company, une filiale de Disney[148]
- 17 avril 2016, Disney annonce que lors de sa première semaine d'exploitation aux États-Unis, Le Livre de la jungle a gagné 103,6 millions de dollars[149],[150],[151].
- 19 avril 2016, AmaWaterways annonce de nouvelles croisières proposées par Adventures by Disney sur le Rhin à bord d'un nouveau navire nommé AMAKristina et la livraison de l'AMAViola le 7 juillet pour des croisières Disney sur le Danube[152].
- 21 avril 2016, Univision achète la part de Disney dans la coentreprise gérant la chaîne Fusion fondée en 2013, devenant son seul propriétaire[153],[154],[155]
- 22 avril 2016, Disney retire le film sur les Inhumains de son calendrier de production[156],[157],[158]
- 25 avril 2016, Walt Disney Pictures annonce un partenariat avec Nokia pour utiliser la caméra immersive Nokia OZO (en) dans ses productions, la première étant une interview de l'équipe de tournage du film Le Livre de la jungle[159],[160]
- 26 avril 2016, le gouvernement chinois suspend le service de vidéo à la demande DisneyLife, lancé 5 mois plus tôt[161],[162]
- 27 avril 2016, Oriental Land Company annonce l'ouverture de plusieurs attractions d'ici 2020 dont un land sur La Belle et la Bête, une attraction sur Les Nouveaux Héros, un espace consacré à Minnie dans Mickey's Toontown et une déclinaison de Soarin dans Mediterranean Harbor de Tokyo DisneySea[163],[164].
- 28 avril 2016, à la suite du succès de la première saison de la comédie musicale La Belle et la Bête en Inde, Disney India programme une nouvelle saison[165]
- 29 avril 2016,
  - la Earffel Tower du parc Disney's Hollywood Studios est détruite afin de construire Toy Story Land[166]
  - Disney annonce la présence du personnage d'Elena d'Avalor, héroïne d'une nouvelle série d'animation, dans ses parcs Magic Kingdom en Floride à partir d'août 2016 et Disney California Adventure en Californie à l'automne[167].

### Mai
- 2 mai 2016, Hulu prévoit de proposer des petits bouquets de télévision payante avec des chaînes de direct provenant de Disney et Fox[168]
- 3 mai 2016,
  - Vice Media et ESPN, désormais filiales de Disney, annoncent un partenariat de distribution et de production de contenu[169],[170].
  - Disney ferme et évacue l'attraction California Screamin' du parc Disney California Adventure à cause d'un visiteur ayant sorti une perche à selfie dans l'attraction, objet interdit dans ce genre d'attractions des parcs Disney[171],[172]
- 5 mai 2016, le magazine Fortune évoque les rumeurs de rachat d'un tiers du capital de MLB Advanced Media dans BAMTech pour 1 milliard de dollars par Disney[173]
- 6 mai 2016,
  - Shanghai Disney Resort commence une phase de préouverture de 6 semaines et confirme son inauguration le 16 juin[174]
  - Plusieurs sites de fans de Disney se mobilisent contre la transformation annoncée de la Tower of Terror de Californie en attraction sur les Gardiens de la Galaxie[175]
- 8 mai 2016, Disney bat le record de rapidité de recettes au box office atteignant le milliard de dollars aux États-Unis, et dépassant les 2 milliards à l'étranger, totalisant plus de 3,34 milliards à globalement[176]
- 10 mai 2016,
  - Disney et Verizon annoncent avoir trouvé un accord dans le procès entamé par Disney en 2015 contre les petits bouquets de chaînes de Verizon au sein de son service Fios incluant ESPN[177],[178],[179],[180]
  - Disney stoppe la série de jeux Disney Infinity et annonce une perte liée de 147 millions d'USD[181],[182]
- 12 mai 2016, le laboratoire Disney Research a trouvé un moyen de produire des puces RFID sans batterie avec un délai de détection rapide[183],[184]
- 13 mai 2016, Disney annonce l'arrêt des Disney Dollars[185],[186],[187]
- 15 mai 2016, la zone Town Center de Disney Springs ouvre au public[188]
- 19 mai 2016, Décès de l'acteur Alan Young à l'âge de 96 ans, voix anglophone de l'Oncle Picsou[189],[190]
- 20 mai 2016, Shanghai Disney Resort a déjà accueilli près d'un million de visiteurs alors qu'il n'a pas encore ses portes officiellement[191]
- 22 mai 2016
  - Disney Vacation Club autorise les propriétaires à utiliser le site Vacatia (en) pour acheter et vendre des parts[192]
  - Disney Vacation Club dévoile les noms des deux extensions du Disney's Wilderness Lodge Resort, Boulder Ridge Villas l'aile ouverte en 2001 et Copper Creek Villas & Cabins, de nouvelles cabanes le long du lac[192]
- 23 mai 2016,
  - le parc Disney's Animal Kingdom annonce plusieurs attractions et spectacles nocturnes, permettant d'ouvrir le parc après 18h30[193]
  - Netflix confirme l'arrivée en septembre des films récents de Disney, comme convenu dans un contrat signé fin 2012[194].
- 25 mai 2016, Disney Cruise Line annonce ses itinéraires pour l'automne 2017 comprenant des étapes à San Diego, New York et Galveston[195]
- 27 mai 2016, sortie en salle aux États-Unis du film Alice de l'autre côté du miroir[196].
- 29 mai 2016, Disney annonce franchir la barre des 4 milliards de dollars de recettes à l'international aidée par Alice de l'autre côté du miroir sorti durant la semaine et Captain America: Civil War, sorti 5 semaines auparavant[197]

### Juin
- 1er juin 2016, deux nouveaux restaurants adjacents ouvrent au Disney's Animal Kingdom, le Tiffins de 250 places et Nomad Lounge de 100 places dont 45 sous une terrasse couverte[198]
- 7 juin 2016, à la suite d'une décision gouvernementale imposant 90 % de productions locales aux chaînes de SABC, Disney signe un contrat de diffusion avec la chaîne E.tv pour les films et séries du groupe[199].
- 8 juin 2016,
  - Disneyland Resort soumet à la ville d'Anaheim un projet d'hôtel de luxe de 700 chambres avec parking au nord de Downtown Disney prévu pour 2021, profitant d'une réduction de taxes sur ce type d'hôtel[200]
  - Disney World projette la construction d'une nouvelle attraction à Typhoon Lagoon sur 2 acres (8 094 m2) avec un toboggan[201]
- 10 juin 2016, Disney et Coach s'associent pour une ligne de maroquinerie avec des formes et motifs de Mickey Mouse[202]
- 14 juin 2016, un petit garçon âgé de 2 ans meurt de noyade après avoir été happé par un alligator, alors qu'il jouait sur les rives du Seven Seas Lagoon, à Walt Disney World[203],[204].
- 15 juin 2016, la comédie musicale Disney's Aladdin: The New Stage Musical débute à Londres au Prince Edward Theatre[205]
- 16 juin 2016,
  - inauguration officielle du parc Shanghai Disneyland et de Shanghai Disney Resort, sous la pluie[206],[207],[208].
  - Hulu signe un accord avec le Disney-ABC Television Group lui permettant de diffuser en streaming plus de 500 épisodes et plus de 20 films originaux de Disney Channel, Disney Junior et Disney XD[209]
- 17 juin 2016, réouverture des attractions Soarin de Disney California Adventure et Epcot avec le film Soarin’ Around the World, version plus internationale présente à Shanghai Disneyland[210].
- 22 juin 2016,
  - Robert Iger, PDG de Disney, souhaite que la franchise Indiana Jones prenne un nouveau départ après la sortie du cinquième opus[211]
  - Disney intente un procès pour contrefaçon contre 3 sociétés chinoises à cause du film Autobots similaire à la franchise Cars[212],[213]
- 24 juin 2016, le film Le Monde de Dory récolte 213 millions d'USD lors de sa première semaine de sortie[214].
- 25 juin 2016, Globe Telecom signent un contrat de partenariat pour du contenu numérique avec 6 diffuseurs internationaux dont Disney[215]
- 25 juin 2016, la chaîne Uniqlo annonce l'ouverture d'une boutique de 25 000 pieds carrés (2 323 m2) à Disney Springs pour le 15 juillet 2017[216],[217]
- 27 juin 2016, les sociétés sud-américaines Camposol (es) et Intercorp (es) commencent la commercialisation d'avocats en Chine sous une marque Disney[218]
- 28 juin 2016, la chaîne californienne de vêtements Johnny Was ouvre une boutique au Town Center de Disney Springs[219]
- 29 juin 2016, à la suite du décès d'un petit garçon happé par un crocodile, le complexe de Disney World retire les références à l'animal comme les topiaires ou la présence de Tic Tac le crocodile de Peter Pan et Louie de La Princesse et la Grenouille des parades et spectacles[220],[221]
- 30 juin 2016,
  - Disney confirme son intention d'acheter un tiers de BAMTech, la filiale de MLB Advanced Media dont la valeur est estimé à 3,5 milliards d'USD et être dans la phase finale des discussions[222],[223],[224]
  - Disney annonce le lancement de l'application Disney LOL, proposant un réseau social et du contenu adapté à un public jeune avec des vidéos, des images et des animations[225]

### Juillet
- 2 juillet 2016, ouverture de la Coca-Cola Store au Disney Springs de Walt Disney World Resort en Floride[226],[227]
- 5 juillet 2016,
  - avec seulement 23 millions d'USD de recettes durant sa première semaine de sortie, le film Le Bon Gros Géant de Steven Spielberg se profile comme l'un des plus importants flop de 2016[228].
  - Oriental Land Company confirme la création d'un land sur La Belle et la Bête pour le printemps 2020 et repousse celui sur La Reine des neiges (2013) à Tokyo DisneySea pour après 2021 [229]
- 6 juillet 2016,
  - Disney Junior commande une quatrième saison de la série Docteur La Peluche[230],[231]
  - Disney au travers de sa filiale de développement Flamingo Crossings a vendu 8 acres (32 375 m2) de terrain à un groupe hôtelier local à l'ouest du complexe Walt Disney World Resort pour 8,05 millions d'USD[232]
- 9 juillet 2016, Lego dévoile une boite exclusive de la série Lego Disney contenant une réplique du Château de Cendrillon de 4 000 briques et cinq mini figurines de Mickey, Minnie, Donald, Daisy et la Fée Clochette[233],[234],[235]
- 10 juillet 2016, Disney Studios atteint les 5 milliards d'USD au box office mondial dont 3 à l'international en un temps record grâce aux films Le Monde de Dory, Captain America: Civil War et Zootopie[236],[237]
- 11 juillet 2016,
  - Disney dévoile les 9 entreprises sélectionnées pour le programme Disney Accelerator[238]
  - Disney annonce la diffusion de la série Elena d'Avalor sur Disney Channel à partir du 22 juillet, première princesse Disney d'Amérique latine[239],[240]
  - Avec la sortie du film Le Monde de Dory, Walt Disney Studios dépasse les 5 milliards d'USD de recette en salles[241],[242]
- 13 juillet 2016,
  - le parc Shanghai Disneyland a accueilli près d'un million de visiteurs durant son premier mois d'activité[243]
  - la municipalité d'Anaheim accorde un remboursement de 70 % des taxes hôtelières sur 20 ans pour les hôtels de luxe en cours de construction ou prévus dont celui de Disneyland Resort[244],[245].
- 14 juillet 2016,
  - La Bibbidi Bobbidi Boutique de Disney Springs déménage de la World of Disney pour un espace plus grand à côté de la boutique Once Upon a Toy[246].
  - l'application NextRadio lance une campagne publicitaire Disney mêlant musique sur les bandes FM et contenu internet[247]
- 15 juillet 2016, Disney annonce l'ouverture du restaurant PizzeRizzo à Disney's Hollywood Studios pour l’automne en remplacement du Toy Story Pizza Planet[248]
- 17 juillet 2016, Disney s'associe à Gap pour produire une ligne de vêtements pour enfants[249]
- 18 juillet 2016,
  - Vodafone Portugal propose l'application Disney Movies on Demand[250]
  - l'entreprise Hasbro publie son résultat annuel qui montre une hausse significative (15 %) des revenus liés aux poupées et figurines principalement des produits dérivées Disney comme les princesses Disney ou Star Wars[251],[252],[253]
  - ESPN diffuse pour la première fois un marathon de 18 heures de sport électronique sur ses chaînes ESPN2 et ESPNU[254]
  - Disney Russie annonce le retour de production locale en Russie avec un film fantastique nommé Last Hero[255],[256]
- 19 juillet 2016,
  - les nouveaux propriétaire du 4406 Kingswell Avenue à Los Angeles, maison de l'oncle Robert Disney, dépose un permis de démolir[257]
  - le Miami Herald se fait l'écho d'une pétition contre un projet de Disney de développer une île inhabitée de 12 acres (48 562 m2) du district de Spanish Wells des Bahamas nommée Egg Island[258]
- 20 juillet 2016, Disney Research dévoile un logiciel de compilation pour l'industrie du tricot en 3D[259]
- 21 juillet 2016,
  - Disney Research démontre une technique permettant la capture de visage en 3D à partir d'une unique caméra[260] et une autre pour reconstruire les détails de l’œil à partir d'une seule photographie[261]
  - Disney Cruise Line annule son projet de port sur Egg Island, une île des Bahamas à la suite de pétitions de groupes environnementaux[262]
  - ESPN et l'Atlantic Coast Conference annonce la création en 2019 d'une chaîne ACC Network ainsi qu'un service ACC Network Extra dans l'application WatchESPN[263]
- 23 juillet 2016,
  - Le Los Angeles Times se fait l'écho de l'indignation des fans sur les médias sociaux à la suite de l'annonce de la transformation de l'attraction Tower of Terror en Guardians of the Galaxy – Mission: Breakout! prévue en 2017[264]
  - le permis de démolir de l'ancienne maison de Robert Disney est suspendu pour 75 jours par la ville de Los Angeles[265]
- 25 juillet 2016,
  - Disney achète pour 2,6 millions d'USD de crédit-carbone pour protéger les 300 000 ha de la forêt de Seima au Cambodge[266],[267].
  - Disney récupère les noms de domaine disneyspecialist.com et disneyrivercruises.com, enregistrés par des sociétés tierces en août 2014 et août 2015 après une plainte pour violation de marque auprès d'un bureau d'enregistrement[268]
- 26 juillet 2016,
  - Disney Parks souhaite utiliser des photos des pieds visiteurs pour les suivre dans ses parcs[269],[270]
  - T-Mobile ajoute les contenus d'ABC et Disney Channel du groupe Disney parmi d'autres à son service Binge On[271]
- 28 juillet 2016, Maker Studios licence une partie de son personnel, trente postes sont affectés[272],[273],[274]
- 29 juillet 2016,
  - Walt Disney Pictures révèle le développement d'une suite au film Les Aventures de Rocketeer (1991) avec pour personnage principal une afro-américaine[275]
  - Disney Springs a encore plusieurs projets prévus pour les mois à venir dont le restaurant The Edison, le nouveau Planet Hollywood ou Paddlefish, le remplaçant de Fulton's Crab House[276]
  - le journal Orange County Register explique en quoi la transformation de Tower of Terror en Guardians of the Galaxy – Mission: Breakout! a du sens[277]
  - Disney Interactive ferme les services en ligne liés à son jeu Disney Infinity et prévoit l'arrêt définitif dans 8 mois[278]
- 30 juillet 2016, Disney Interactive annonce avoir été victime d'une attaque sur les forums de Playdom entre le 9 et 12 juillet ayant conduit à la diffusion des informations de comptes des 390 000 utilisateurs et en conséquence ferme le site[279],[280].

### Août
- 1er août 2016, Walt Disney Pictures annonce un remake de Splash (1984) avec Channing Tatum et Jillian Bell mais en inversant les rôles de sirène et d'humain[281],[282],[283],[284]
- 2 août 2016, le film Un raccourci dans le temps de Walt Disney Pictures fait partie des 28 récipiendaires possibles d'un crédit d'impôts de 109 millions d'USD prévu par l'État de Californie et pourrait recevoir 18 millions d'USD[285],[286]
- 3 août 2016, Time Warner achète une participation de 10 % dans Hulu pour 583 millions d'USD, valorisant l'entreprise à près de 6 milliards[287],[288]
- 4 août 2016, Disney lance Disney Mix une application de messagerie instantanée pour la famille et les enfants[289]
- 8 août 2016, Walt Disney Imagineering confirme le licenciement de plusieurs employés quelques semaines après l'ouverture du complexe Shanghai Disney Resort[290],[291]
- 9 août 2016,
  - la Walt Disney Company acquiert un tiers du capital de BAMTech pour 1 milliard de dollars US, avec une option d'acquérir une participation majoritaire dans l'avenir[292],[293],[294].
  - ESPN annonce un service par contournement avec du contenu de ses chaînes et BAMTech pour fin 2016[295]
- 10 août 2016, Disney World annonce l'arrêt de la Main Street Electrical Parade au Magic Kingdom le 9 octobre 2016 et son départ pour Disneyland[296],[297].
- 11 août 2016, Disneyland Resort soumet un projet de construction d'un parking silo de 7 étages et 6 800 places et d'une gare de bus à l'est du domaine pour fin 2018, relié au complexe par un passage piétonnier et un pont en lieu en lieu et place de l'hôtel Carousel Inn acheté en avril 2015[298]
- 15 août 2016, le parc Disney's Typhoon Lagoon annonce l'ouverture de Miss Fortune Falls une nouvelle attraction pour le printemps 2017 mais pourrait fermer de Shark Reef, un bassin permettant de nager avec des requins[299]
- 16 août 2016,
  - Adventures by Disney confirme l'ajout de croisières fluviales sur le Rhin en 2017 mais l'âge minimum requis passe à 6 ans[300]
  - en raison de retard sur le projet de spectacle nocturne Rivers of Light, le parc Disney's Animal Kingdom retrouve des horaires plus courts à l'automne 2016, fermant à 18 h[301]
  - Walt Disney Pictures annonce qu'Alan Menken et Lin-Manuel Miranda travaillent sur le remake avec acteurs de La Petite Sirène (1989)[302],[303]
- 22 août 2016, BAMTech investit une somme non communiquée dans Silver Chalice, filiale média des White Sox de Chicago[304]
- 23 août 2016, le Wall Street Journal revient sur le partenariat entre Disney et Vice Media qui n'arrive pas à aider à toucher la jeune population masculine[305]
- 24 août 2016, la série télévisée Andi Mack reçoit un crédit d'impôts de 2,4 millions d'USD de l'État de l'Utah en raison du tournage à Salt Lake City[306]
- 26 août 2016,
  - Disney India stoppe la production de film en Inde au travers de sa filiale UTV Motion Pictures pour se recentrer sur la distribution de films et séries[307],[308]
  - France Télévisions signe un contrat pluriannuel avec Disney France pour la diffusion de séries Disney pour la jeunesse sur France 3 et France 5, contrat précédemment détenu depuis 2010 par M6 pour l'émission Disney Kid Club[309]
- 31 août 2016,
  - Disney annonce la fermeture de l'attraction Tower of Terror en Californie le 2 janvier 2017 pour une transformation[310],[311]
  - Disney présente un assortiment de jouets Star Wars de Hasbro, Mattel et Jakks Pacific dont la sortie est prévue pour le 30 septembre en prélude au film Rogue One: A Star Wars Story au travers de vidéos YouTube produites par des fans[312],[313]

### Septembre
- 1er septembre 2016,
  - Disney India confirme son recentrage vers la distribution de films américains d'Hollywood au lieu d'une production locale Bollywood à la suite de pertes et du succès du Livre de la jungle[314],[315],[316]
  - Disney annonce la fermeture des derniers jeux Playdom, Marvel: Avengers Alliance et sa suite, à la fin du même mois, signalant la fermeture du studio[317],[318],[319].
- 5 septembre 2016, le parc Shanghai Disneyland annonce sa première nouvelle attraction depuis l'ouverture, Tron Realm une exposition de concept-car de Chevrolet qui doit ouvrir le 20 septembre 2016[320]
- 7 septembre 2016, Disney Research présente un système de reconnaissance vocale pour les jeux vidéo à destination des enfants[321]
- 12 septembre 2016, Telstra annonce être en discussion avec Disney pour être le fournisseur exclusif du service de vidéo à la demande DisneyLife en Australie[322]
- 13 septembre 2016, Disneyland Resort a reçu l'autorisation de démolir le bâtiment du House of Blues de Downtown Disney[323],[324]
- 14 septembre 2016,
  - Disney ferme le studio de jeux vidéo basé à Bellevue comptant 61 employés et nommé Disney Social Games[325]
  - Disney Consumer Products and Interactive Media supprime 250 postes à la suite de la fusion des divisions Produits de consommation et Médias interactifs[326],[327],[328],[329]
  - TNT et Turner Broadcasting System signent un contrat d'exclusivité avec Walt Disney Studios pour la diffusion des 10 films Star Wars à la télévision jusqu'en 2022, d'une valeur d'au moins 250 millions d'USD[330],[331]. La vente comporte aussi les droits de diffusion en streaming jusqu'en 2024[332]
- 15 septembre 2016, Seven West Media (en) annonce un contrat de 50 millions d'AUD pour diffuser des programmes Disney[333]
- 16 septembre 2016, l'ancien directeur de Warner Bros. Bruce Rosenblum est nommé directeur des opérations du Disney-ABC Television Group[334],[335],[336],[337]
- 19 septembre 2016, Disney dépose un brevet nommé Image Projecting Light Bulb pour transformer une charge d'hôtel en un lieu interactif pour les enfants[338]
- 20 septembre 2016, Ouverture de l'attraction TRON Realm à Shanghai Disneyland[339]
- 21 septembre 2016, Disney retire le nom Tower of Terror de l'édifice en Californie, confirmant la transformation en Guardians of the Galaxy[340].
- 26 septembre 2016, parmi les nombreuses rumeurs de rachat dans le domaine des médias, Disney est évoqué comme acheteur de Twitter, Disney aurait requis les conseils de Bank of America[341],[342]
- 27 septembre 2016,
  - la comédie musicale Disney's Aladdin: The New Stage Musical présentée à Londres au Prince Edward Theatre est prolongée jusqu'en avril 2017[343]
  - la société Kibo détenue par Vista Equity Partners achète Baynote pour un montant inconnu, société financée par Steamboat Ventures[344].
- 28 septembre 2016, Disney embauche Jon Favreau pour réaliser un remake du Roi lion[345],[346],[347].
- 29 septembre 2016, Disney World annonce la construction d'un troisième parking silo à Disney Springs pour 2019 de plus de 2 000 places[348],[349]
- 30 septembre 2016,
  - Adventures by Disney prévoit pour 2017 des croisières pour adultes, dégustation et vin sur le Rhin[350]
  - la filiale 9Apps du groupe chinois Alibaba s'associe en Inde à Disney India pour héberger un catalogue de 300 jeux et applications pour le compte de Disney UTV Digital[351],[352]

### Octobre
- 1er octobre 2016, le magazine Forbes s'interroge sur les effets du photoréalisme dans les remakes de films avec acteurs produits par Walt Disney Pictures sur son image[353]
- 3 octobre 2016,
  - GK Elite Sportswear signe un contrat avec Disney pour concevoir et vendre une collection de justaucorps et vêtements de sports avec des motifs Disney[354].
  - Disney dévoile des images et des détails de la future attraction Guardians of the Galaxy – Mission: Breakout!, l'édifice étant la forteresse du Collectionneur[355],[356]
  - parmi les nombreuses rumeurs de rachat dans le domaine des médias, Disney est évoqué comme acheteur de Twitter ou Netflix, la presse analysant les raisons pour ou contre[357],[358],[359]
- 4 octobre 2016, la sortie en salle de l'adaptation en prise de vue réelle de Mulan est annoncé pour l'hiver 2018[360]
- 6 octobre 2016,
  - Adam Shankman est en pourparlers avec les studios Disney pour réaliser la suite de Il était une fois (2007)[361]
  - 14 mois après l'annonce du tournage de Pirates des Caraïbes : La Vengeance de Salazar en Australie le gouvernement du Queensland refuse d'évoquer la somme offerte aux studios Disney mais le gouvernement fédéral a annonce en 2015 2,6 millions de dollars[362]
- 7 octobre 2016,
  - l'ouragan Matthew provoque une nouvelle fermeture du complexe Walt Disney World Resort[363]
  - Disney Research présente un prototype de robot bondissant utilisant une bobine électrodynamique dont la finalité pourrait se rapprocher du personnage de Tigrou[364]
  - Disney Research publie un livre blanc d'une nouvelle technique d'impression 3D utilisant des billes de métal à déposer dans les objets en cours d'impression pour les équilibrer de manières différentes[365]
- 10 octobre 2016, Disney Springs va accueillir un bar à vin de la société Wine Bar George fondée par le sommelier George Miliotes[366]
- 12 octobre 2016,
  - Disney annonce être en discussion avec Guy Ritchie pour réaliser le remake avec acteur du film Aladdin (1992)[367]
  - Foodles Productions, filiale de LFL Productions, branche britannique de Lucasfilm, est condamnée à payer 1,6 million de £ en raison de manquement aux règles de sécurité dans l'accident sur le tournage de Star Wars, épisode VII : Le Réveil de la Force durant lequel Harrison Ford s'est cassé une jambe[368],[369]
  - Euro Disney commence la construction d'une cuisine centrale pour ses employés de 1 400 m2 et 6000 repas par jour[370]
- 13 octobre 2016, Disney dévoile les lauréats de son programme Disney Accelerator 2016, Atom Tickets, Pley et Hanson Robotics[371],[372]
- 14 octobre 2016, le distributeur français Malavida Films a restauré et regroupé plusieurs des Alice Comedies non protégés par un copyright dans un moyen métrage présenté au Festival Lumière 2016 à Lyon avant de distribuer dans des salles[373].
- 17 octobre 2016, Lucasfilm intente un procès comme une entreprise américaine qui s'est spécialisée dans la formation au sabre laser et utilisant un logo proche de celui des Jedi[374],[375]
- 19 octobre 2016,
  - Google est en discussion avancée avec Disney, Fox et CBS pour fournir un service de chaînes par internet au travers de Youtube[376]
  - l'agence de communication singapourienne Vizeum a été sélectionnée par Feld Entertainment pour promouvoir Disney on Ice à Singapour[377]
- 21 octobre 2016, l'acteur Donald Glover est engagé pour incarner Lando Calrissian dans le film sur Han Solo[378],[379]
- 24 octobre 2016,
  - Radio Disney au travers d'une filiale nommée ABC Los Angeles Assets achète pour 45 000 USD le transmetteur K293BZ/Beaumont pour l'installer à Pasadena[380]
  - Disney United Kingdom signe un accord avec l'opérateur TalkTalk pour diffuser le contenu de Maker Studios sur son service de vidéo à la demande payant[381]
- 25 octobre 2016,
  - Walt Disney Pictures prévoit une adaptation en film musical d'Oliver Twist avec Thomas Kail à la réalisation et Ice Cube dans le rôle de Fagin[382],[383]
  - Disney on Ice prévoit une tournée en 2017 en Afrique du Sud avec une étape à Durban[384]
  - Disney Research présente un logiciel de capture faciale nécessitant moins de caméra[385]
  - Disney ouvre à l'open source Dragonchain son projet de blockchain lancé en mars[386]
- 29 octobre 2016, Los Angeles Daily News publie un rapport de l'ONG Good Jobs First sur les aides fiscales aux entreprises de l'état de Californie durant les deux dernières décennies, Disney se plaçant en quatrième place avec près de 150 millions d'USD venant principalement de la ville d'Anaheim où se situe le Disneyland Resort[387]

### Novembre
- 1er novembre 2016, Hulu annonce l'ajout des chaînes ESPN, ABC et Fox à son service en ligne et la création d'un service de télévision par internet en direct pour 2017[388],[389],[390],[391]
- 4 novembre 2016, Walt Disney Parks and Resorts obtient une autorisation de la Federal Aviation Administration pour utiliser des drones au dessus de ses parcs Disneyland et Disney World jusqu'en 2020 pour du loisir ou des spectacles pyrotechniques[392],[393]
- 6 novembre 2016, Disney Studios atteint les 6 milliards d'USD au box office mondial, première de l'histoire pour un studio cinématographique[394]
- 7 novembre 2016,
  - le Disneyland Resort étend sa zone de sécurité et inclus le Downtown Disney et le parking silo Mickey & Friends[395],[396]
  - Disney repousse la date de fermeture du DisneyQuest de Disney Springs à 2017[397]
- 10 novembre 2016,
  - en raison de ventes anticipées records, les représentations de la comédie musicale La Petite Sirène au Paramount Theatre d'Aurora sont prolongées d'une semaine jusqu'au 15 janvier 2017[398] Le spectacle La Petite Sirène est présenté au Paramount Theatre d'Aurora dans l'Illinois du 23 novembre 2016 au 15 janvier 2017[398],[399].
  - Bob Chapek annonce l'ouverture d'un Toy Story Land pour 2018 au parc Shanghai Disneyland[400].
- 15 novembre 2016, Disney Research présente deux technologies, l'une réduisant mathématiquement les flous à la frontière des objets et des fonds colorés dans la technique d'incrustation, l'autre associant instantanément un son à une image donnée[401],[402]
- 16 novembre 2016, Disney et Intel s'associent pour présenter un spectacle nocturne comportant une flotte de 300 drones équipés de LED[403],[404]
- 18 novembre 2016, Walt Disney Pictures annonce que le film Moana (Vaiana en français) est renommé Oceania en Italie pour éviter d'éventuelles confusions avec l'actrice pornographique italienne Moana Pozzi[405],[406]
- 20 novembre 2016, Oriental Land Company commence la construction de l'attraction Soarin à Tokyo DisneySea[407]
- 22 novembre 2016,
  - Hong Kong Disneyland annonce un projet d'1,4 milliard d'USD d'agrandissement du parc pour 2018-2023 avec une zone sur La Reine des neiges (2013), des attractions sur Vaiana (2016) et les super-héros de Marvel et la reconstruction du Sleeping Beauty Castle[408],[409],[410],[411]
  - le Planet Hollywood de Disney Springs doit rouvrir fin décembre sous le nom Planet Hollywood Observatory après une rénovation estimée à 25 millions d'USD[412]
- 23 novembre 2016,
  - le film Vaiana : La Légende du bout du monde récolte 2,6 millions d'USD aux États-Unis avec les séances en avant-première du mardi établissant un record[413].
  - The Walt Disney Company a racheté 74 millions de ses actions durant l'année fiscale 2016 soit plus de 7,5 milliards d'USD augmentant ainsi le prix des actions restantes[414]
- 25 novembre 2016,
  - Shanghai Disney Resort annonce l'ouverture de deux boutiques dans le terminal 2 (vols intérieurs) de l'aéroport international de Shanghai Hongqiao au printemps 2017[415]
  - Disney signe un contrat avec Canal+ Overseas pour distribuer des films du groupe et les chaînes Disney sur les plateformes de Canal+ en Afrique et dans l'outre-mer français[416].
- 26 novembre 2016, l'exploitant cinématographique australien Cineplex s'attaque à la Walt Disney Company qui l'oblige à augmenter ses tarifs pour payer les frais de distribution de Rogue One: A Star Wars Story[417].
- 27 novembre 2016,
  - le film Vaiana domine les sorties américaines de Thanksgiving avec plus de 80 millions d'USD de recettes[418],[419]
  - Le Reedy Creek Improvement District prévoit de dépenser plusieurs millions de dollars pour améliorer les transports de Walt Disney World Resort dont 350 millions d'USD en 2018 comme un pont à proximité du parking du Magic Kingdom et 80 millions supplémentaires pour un troisième parking silo à Disney Springs à l'été 2019, sachant que les deux premiers parkings ouverte en 2016 ont coûté 365 millions d'USD[420]
- 28 novembre 2016, HBO España est lancé en Espagne par Vodafone avec le contenu américain Home Box Office mais aussi du contenu de Disney et Nickelodeon[421]
- 30 novembre 2016, Euro Disney lance la construction d'un bâtiment de 9 300 m2 de bureaux à Val d'Europe sur l'avenue Hergé[422]

### Décembre
- 2 décembre 2016,
  - HBO pourrait ne plus souscrire au service de BAMTech en raison du possible rachat de Time Warner par AT&T[423]
  - lors d'une conférence de presse au Skywalker Ranch, Disney et Lucasfilm présentent 28 minutes de Rogue One: A Star Wars Story aux journalistes une semaine avant sa sortie[424].
- 4 décembre 2016, le film Vaiana : La Légende du bout du monde est présenté avec pour la première fois un doublage en Arabe au lieu du français à destination des pays du Maghreb au Festival international du film de Marrakech[425].
- 5 décembre 2016,
  - Disney Research présente une technique pour recréer numériquement les dents à partir de photos et vidéos[426]
  - le studio d'animation canadien 9 Story Media signe plusieurs contrats de diffusion de séries d'animations avec Disney en Asie, trois avec Disney Southeast Asia, trois autres avec Disney Australia, une saison avec Disney Korea et une autre avec Disney Japan[427]
- 6 décembre 2016, les hôtels Walt Disney World Dolphin & Swan annoncent la rénovation des espaces d'accueil pour 12 millions d'USD qui doit s'achever en 2017, phase finale d'un projet de rénovation de 140 millions[428]
- 7 décembre 2016,
  - Disney, Sony et Paramount signent un partenariat avec l'application MyLingo pour fournir un doublage en espagnol dans les salles de cinémas américaines[429],[430]
  - les applications Watch ABC et Watch Disney utilisent désormais la fonction de d'authentification unique de l'Apple TV[431]
  - Disneyland Resort annonce la construction d'un bowling Splitsville Luxury Lanes à Donwtown Disney avec 20 pistes et 625 places de restaurant au sein d'un édifice de 40 000 pieds carrés (3 716 m2) où se situé de House of Blues prévu pour fin 2017[432]
- 12 décembre 2016, le restaurant italien Vapiano ouvre ses portes au Disney Village de Disneyland Paris[433]
- 13 décembre 2016,
  - plusieurs studios hollywoodiens dont Disney gagnent le procès intenté en juin contre le site VidAngel qui détournait la location dématérialisée de DVDs à la journée pour 1 $ en un service vidéo à la demande[434]
  - les entrepreneurs d'Anaheim ont demandé une audience auprès de la commission d'aménagement pour exprimer leurs craintes face au projet de nouveau parking du Disneyland Resort et surtout d'un pont enjambant Harbor Boulevard risquant de les priver de clients[435]
- 14 décembre 2016, Disney demande aux autres studios d'Hollywood d'adhérer au service Disney Movies Anywhere en ajoutant leur contenu[436]
- 16 décembre 2016,
  - le département des transports de Floride annonce qu'il va démolir la zone commerciale Crossroads at Lake Buena Vista autrefois développée par Disney à l'est du Disney Springs pour reconfigurer l'échangeur autoroutier[437]
  - BAMTech achète pour 300 millions d'USD les droits de retransmission jusqu'en 2023 des Championnats du monde de League of Legends à Riot Games[438],[439],[440]
- 18 décembre 2016,
  - le film Rogue One: A Star Wars Story récolte 155 millions d'USD lors de sa première semaine en salles aux États-Unis et au Canada[441]
  - Disney India lance une campagne d'apprentissage de l'informatique à l'école en Inde pour les enfants de 8 ans et plus au travers d'applications avec des personnages Disney comme Vaiana[442]
- 19 décembre 2016, les recettes de Rogue One: A Star Wars Story permettent aux Walt Disney Studios de dépasser les 7 milliards de revenues annuels, un record pour les studios d'Hollywood[443],[444],[445]
- 20 décembre 2016,
  - Disney annonce la fusion de Maker Studios avec le service Content & Media de la division Disney Consumer Products and Interactive Media tout en conservant ses bureaux à Culver City[446],[447],[448],[449].
  - Disney Store fait partie d'un groupe de 6 chaînes de magasins qui accepte d'arrêter le recours à la "planification du travail sur appel", une pratique forçant les employés à n'être informer de leurs horaires de travail que qu'une ou deux heures avant le début de leur service[450],[451], associée au contrat zéro heure
- 21 décembre 2016,
  - Disney-ABC Television Group signe un accord avec Snap pour produire des émissions pour l'application Snapchat[452], la première étant un supplément de The Bachelor[453],[454]
  - Panasonic retransmet en direct sur la chaîne Sky Arts un spectacle spécial composé d'extraits des comédies musicales de Disney présenté depuis octobre au Royal Albert Hall de Londres [455]
- 23 décembre 2016, Disney India prévoit de restructurer son activité à la suite de la réorganisation de sa maison-mère américaine[456]
- 26 décembre 2016, le film Dangal récolte 106,95 crore roupies en trois jours, se hissant parmi les films les plus rentables du cinéma bollywoodien[457]
- 27 décembre 2016,
  - Décès de l'actrice de Star Wars Carrie Fisher à l'âge de 60 ans[458],[459]
  - Hulu ajoute 50 films familiaux Disney à son catalogue à la suite d'un nouveau contrat de licence[460],[461],[462]
- 30 décembre 2016, Décès de l'animateur Tyrus Wong à l'âge de 106 ans[463],[464]
- 31 décembre 2016, deux entreprises chinoises sont condamnées par un tribunal de Shanghai à payer 194 000 USD pour contrefaçon en raison des similitudes entre les produits Cars et The Autobots[465]